# GMS-1
O GMS-1, também conhecido por Himawari 1, foi um satélite meteorológico geoestacionário japonês construído pela Hughes. Ele esteve localizado na posição orbital de 140 graus de longitude leste e era operado pela NASDA. O satélite foi baseado na plataforma HS-335 e sua vida útil estimada era de 5 anos.

## Lançamento
O satélite foi lançado com sucesso ao espaço no dia 14 de julho de 1977, por meio de um veículo Delta 2914 a partir da Estação da Força Aérea de Cabo Canaveral, na Flórida, EUA. Ele tinha uma massa de lançamento de 647 kg.